# Rădești (Galați)
Rădești è un comune della Romania di 1 650 abitanti, ubicato nel distretto di Galați, nella regione storica della Moldavia.
Il comune è formato dall'unione di 2 villaggi: Cruceanu e Rădești.